# Eogammarus turgimanus
Eogammarus turgimanus is een vlokreeftensoort uit de familie van de Anisogammaridae. De wetenschappelijke naam van de soort is voor het eerst geldig gepubliceerd in 1955 door Shen.